# ابراهیم بن عیسی زاهد اصفهانی
ابواسحاق ابراهیم بن عیسی زاهد اصفهانی ، از عرفاء و متصوّفه قرن سوم هجری در اصفهان است.
او از مصاحبان معروف کرخی است، و کراماتی از او نقل شده‌است.
وی در سال ۲۴۷ق وفات یافت.
از ابی داوود و شبابه بن سوار و مروان بن محمّد مقری روایت حدیث نموده، و احمد بن محمّد مدینی بزاز و نصر بن هشام از او روایت می‌کنند.